# SpPz 2 Luchs
SpPz 2 Luchs (Рись) — німецька пливуча повнопривідна бойова розвідувальна машина, що була розроблена у 1970-х роках в ході програми по створенню колісних броньованих машин для Бундесверу, на озброєння розвідувальних частин якого була прийнята 1976 року. До 2015 її повинна замінити машина Fennek.

## Історія

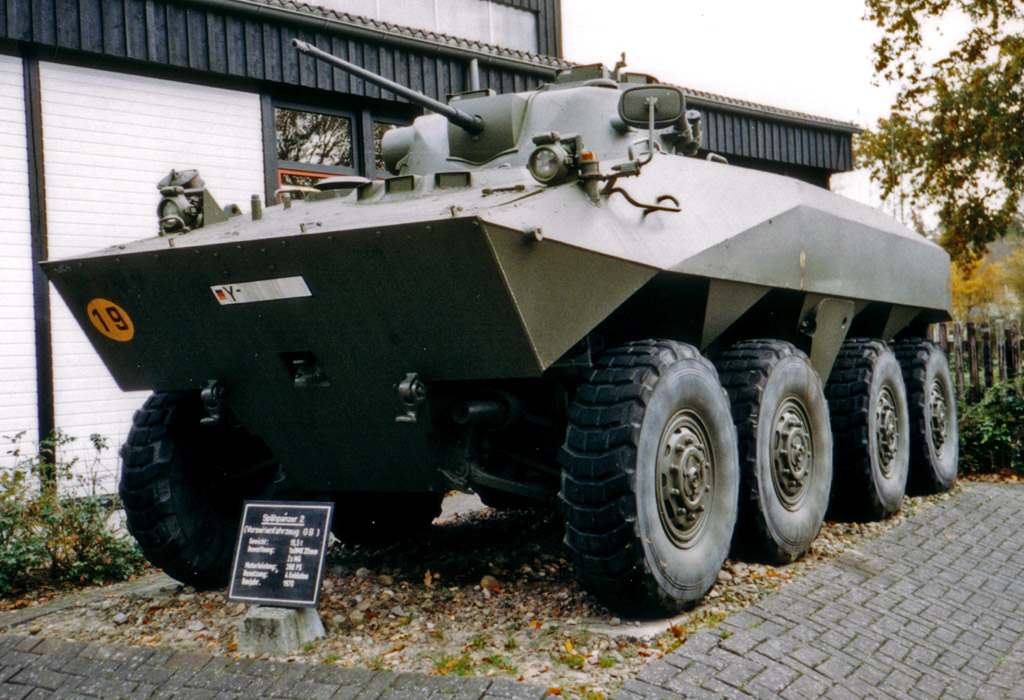
Передсерійний прототип SpPz 2

Міністерство оборони ФРН оголосило конкурс 1964 на створення колісних БТР: транспортера з колісною формулою 6×6, розвідувальної машини 8×8 і патрульної 4×4. У конкурсі взяли участь консорціум компаній Büssing, Henschel, Deutz AG, Krupp i Maschinenfabrik Augsburg-Nürnberg та з 1966 Daimler-Benz, для якого роботи виконувала компанія Porsche (1968—1974). Два прототипи презентували 1968, а 1969 Бундесвер змінив умови конкурсу, вимагаючи панцирний позашляховий плавучий транспортер з захистом від ЗМУ. Daimler-Benz отримав замовлення на дальший розвиток БТР з колісною формулою 8×8, яка повинна була замінити розвідувальні машини на базі Hotchkiss 11-2 (Schützenpanzer Kurz) і M41. По своїх технічних характеристиках вона мала відповідати новим основному танку «Leopard 1» і БМП «Marder».
З травня 1975 серійним виробництвом займалась компанія ThyssenKrupp, яка 4 вересня 1975 передала першу машину Федеральному агентству. Загалом виготовил 400 машин до 1977. Багато комплектуючих є спільними з БТР TPz 1 Fuchs, випуск якого компанія незабаром розпочала.
SpPz 2 Luchs брала участь у операціях Сили втілення, ІФОР у Боснії-Герцеговині (1995/96), Хорватії, KFOR у Косово (з 1999).
На червень 2008 на озброєнні Бундесверу знаходилось ще 68 SpPz 2 Luchs.

### Конструкція

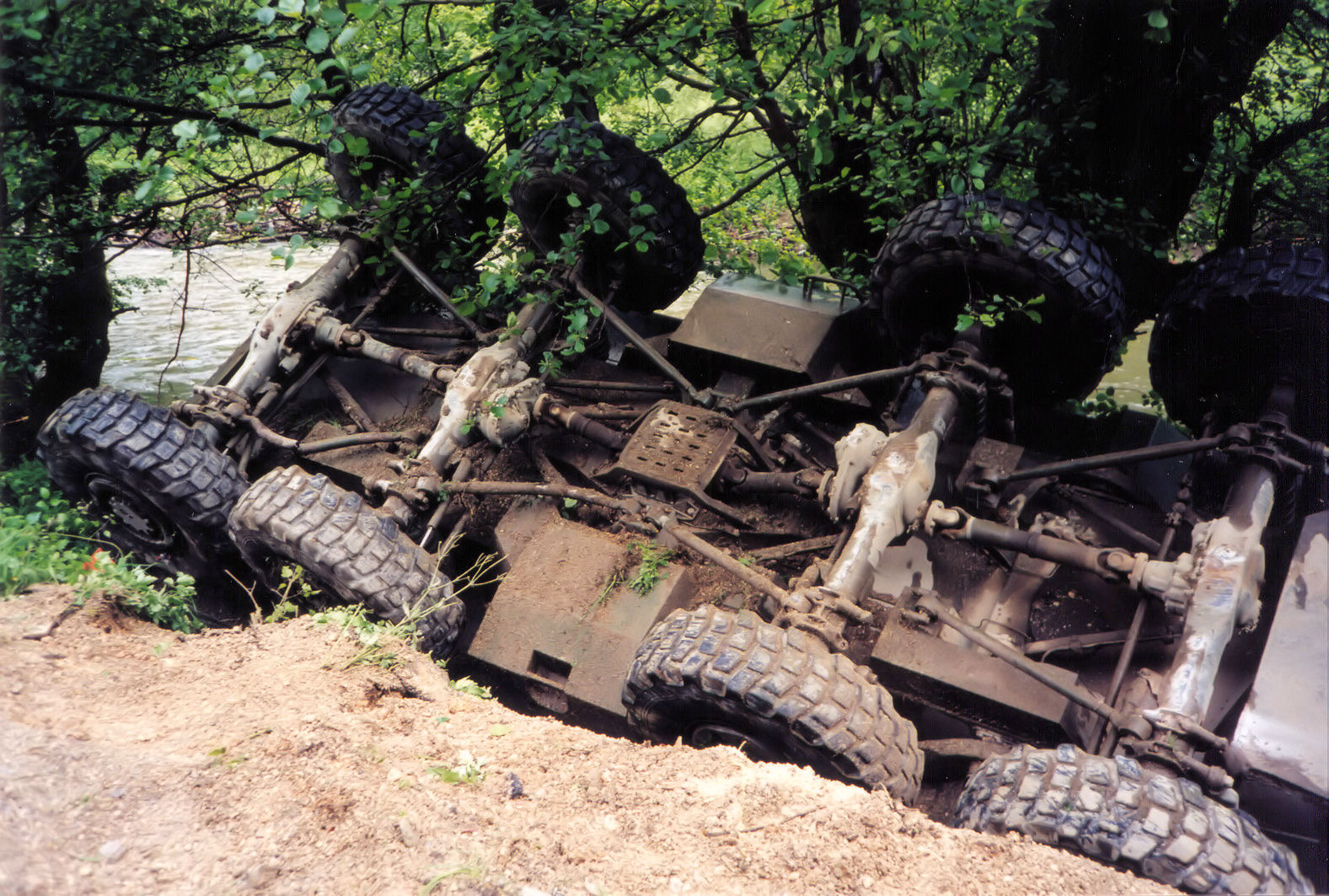
На перевернутій машині видно конструкцію ходової частини

Концепція БРМ базується на досвіді виготовлення Sd.Kfz. 234 та Sd.Kfz. 231 з системою повороту усіх коліс, заднім місцем водія для забезпечення швидкого відступу при потребі без розвороту машини на 180°. Екіпаж складається з водія, командира, навідника-оператора і заднього водія (нім. Funker), що дозволяє їй рухатись вперед і назад з однаковою швидкістю. Корпус SpPz 2 Luchs складається з панцирних плит, що скріплені між собою зварюванням. Цей захист може протистояти кулям стрілецької зброї, осколкам гранат, набоїв. По центру даху корпусу розміщена вежа TS-7 з малокаліберною автоматичною 20-мм гарматою Rheinmetall Mk 20 Rh-202 без системи стабілізації з двосторонньою подачею набої. На вежі розміщено оглядове місце командира з 7,62-мм кулеметом MG-3. Командир і оператор користуються прицілами PERI Z-11 A-1, є спеціальний зенітний приціл. Для нічних дій після модернізації використовують підсилювач освітлення BM8025, згодом тепловізор WBG-X. 10-циліндровий мотор з турбонасосом Daimler/Benz OM403 VA на бензині має потужність 300 к.с., на дизельному паливі 390 к.с.

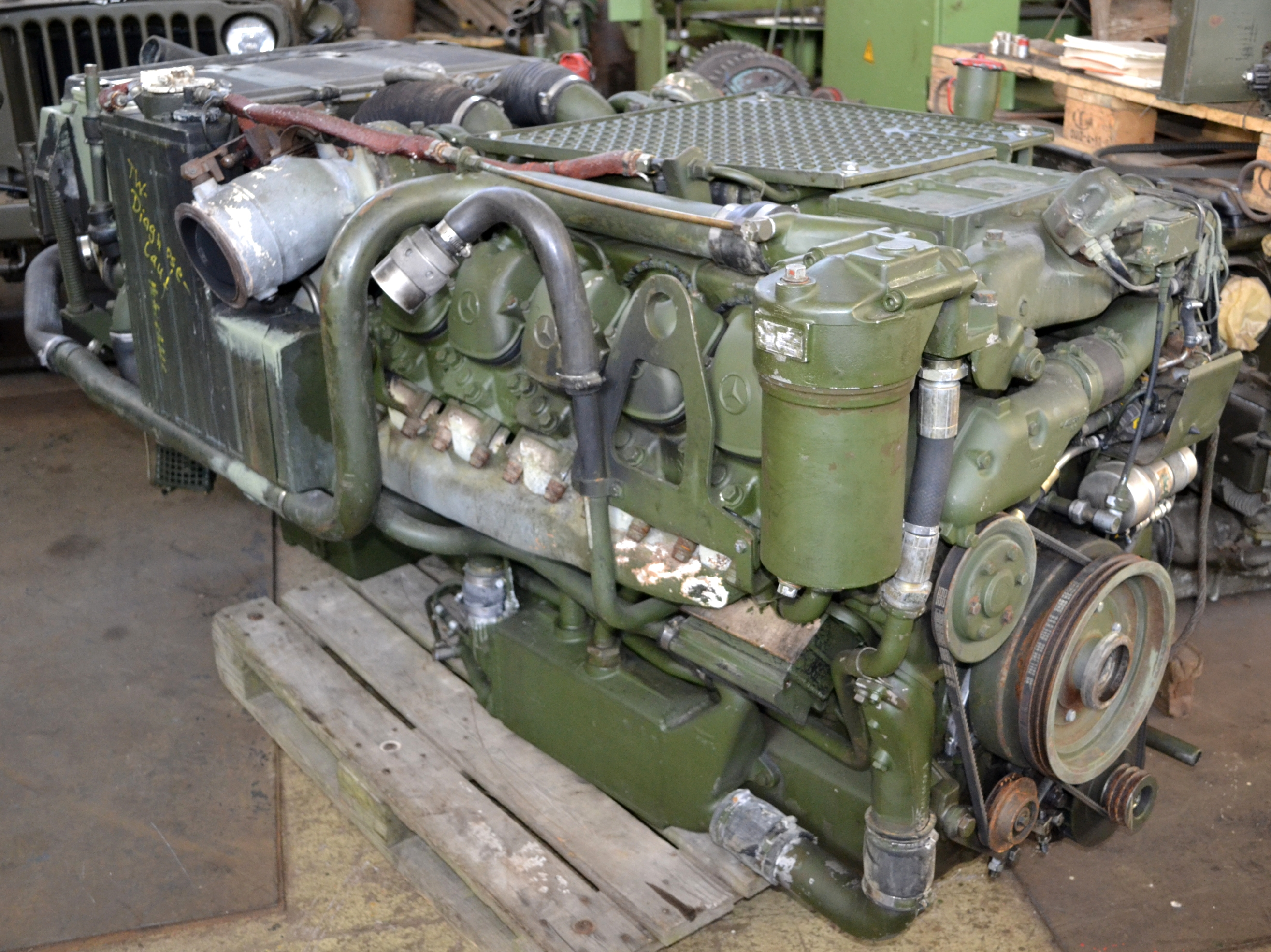
Моторний блок Daimler/Benz OM403 VA

Передні і задні пари осей кріпляться до рами, що у свою чергу системою важелів кріпиться до корпусу. Привід від мотора може включатись лише на дві передні, задні осі чи на чотири. На високих швидкостях повертаються колеса двох крайніх осей в залежності від напрямку руху (вепер-передні, назад- задні), забезпечуючи радіус повороту 19 м. На швидкості до 50 км/год повертаються усі колеса (радіус розвороту 11,5 м).
При русі на воді використовують два гребні гвинти. На носі встановлено хвилеріз з гідравлічним приводом розкриття, у корпусі три помпи.

## Модифікації

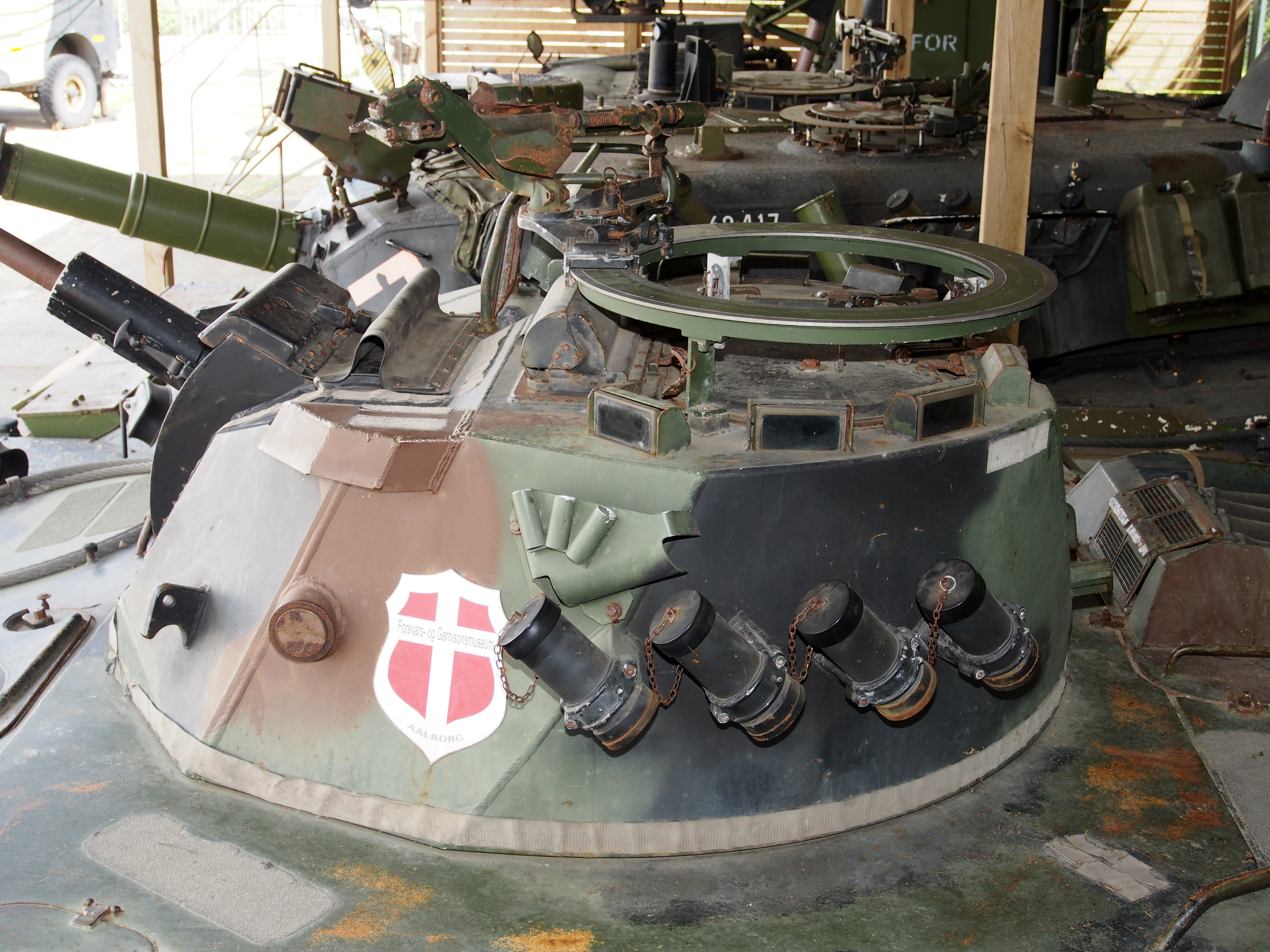
Конструкція вежі

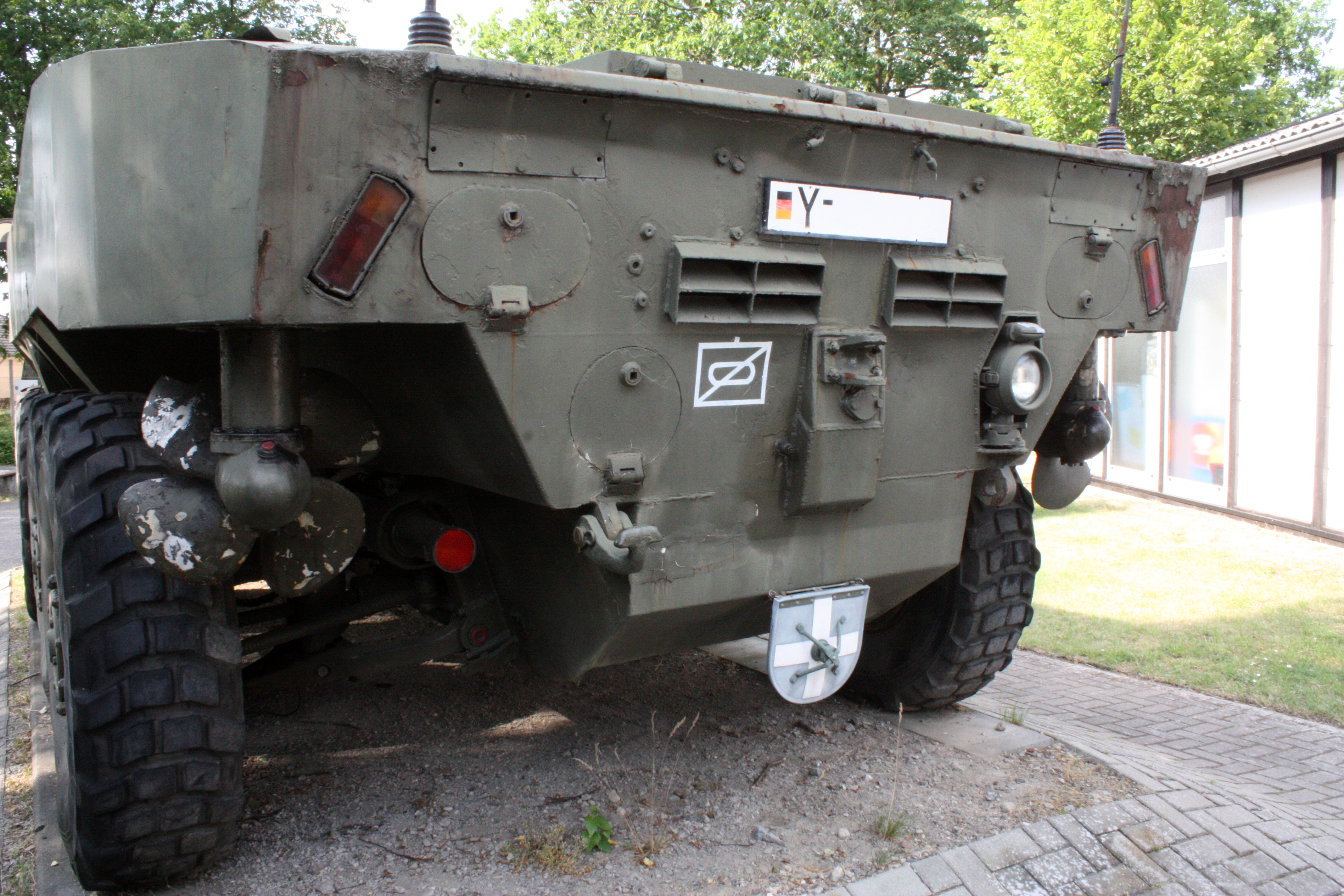
Задня частина з гребними гвинтами

- Luchs — базова модифікація
- Luchs A1 — модифікація з тепловізором і новою системою управління стрільбою.1986,
- Luchs A2 — модифікація з новою системою зв'язку